# Alchemilla epidasys
Alchemilla epidasys é uma espécie de rosácea do gênero Alchemilla, pertencente à família Rosaceae.